# Arne Bang
Arne Bang (født 29. december 1901 på Frederiksberg, død 21. marts 1983 i Fensmark) var en dansk billedhugger  og keramisk formgiver.
Bang var uddannet billedhugger og udførte skulpturer og udsmykninger i det offentlige rum. Arne Bang har også løst grafiske opgaver og bl.a. tegnet tre julemærker, men det er som formgiver af stentøj, sølv og tin, at han er kendt nationalt og internationalt.

## Familie
Arne Bang var søn af Bertha Johanne Schou (22.7.1875-18.4.1954) og kunstneren Hans Peter Carl Christian Bang (1868-1950). Han var bror til Edel Wagner (1898-1978) samt glasdesigner og arkitekt Jacob E. Bang (1899-1965).
I 1931 giftede Arne Bang sig med organisten Olga Elise Brodthagen (28.6.1904-15.5.1974) og sammen fik de børnene Jacob Bang (1932-2011), Gertrud Keiser-Nielsen (1934), Hanne Bang (1936) og Nina Bang (1945-2005). 
Arne Bang arbejdede adskillige gange tæt sammen med sin bror Jacob E. Bang. De var sammen i Paris i 1925 og Arne Bang fulgte Jacob E. Bang til Holmegaard Glasværk i 1929. Arne Bang udformede desuden værker til Schous keramiske fabrikker, da Jacob E. Bang arbejdede der, og Arne Bang skrev tre artikler om billedhuggere, da hans bror var redaktør.  
Arne Bang er begravet på kirkegården i Fensmark.

## Uddannelse/ Ansættelser
Det blev tidligt bestemt, at Arne Bang skulle på Billedhuggerskolen på Kunstakademiet. Han tog forberedelseskurser til Akademiet på Teknisk skole og var i lære hos billedhuggeren Niels Hansen (1880-1946) i 1917-19. I læretiden deltog han bl.a. i restaureringen af Marmorbroen ved Christiansborg.
Bang kom på det Kongelige Kunstakademis Billedhuggerskole hos professor Einar Utzon-Frank i 1920-25 og igen i 1928-29. Afgangsprojektet var skulpturen ”En Falden Kriger”.
I 1925 fulgte Arne Bang sin bror til Paris, hvor de i en længere periode arbejdede med opbygningen af Kay Fiskers danske pavillon til Verdensudstillingen. I Paris stiftede Bang bekendtskab med japansk kunst og kunsthåndværk, der blev en stor inspirationskilde for hans senere formgivningsvirke.
Efter Pariserturen indledte Bang et succesfuldt værkstedssamarbejde med Carl Halier (1873-1948) i KSB Københavns Stentøjsbrænderi (1926 -27). Halier drejede, og Bang modellerede. Det smukke stentøj fra KSB fik stor opmærksomhed og blev rost i pressen. I samarbejdet med Halier tilegnede Bang sig vigtig viden om glasurer.
I en periode fra 1928 leverede Bang også tegninger til Henning Wolfhagens sølv- og tinsmedie. 
I 1929 fik Arne Bang ansættelse på Holmegaard Glasværk, hvor han startede - og var ansvarlig for - produktionen af Holmegaards Stentøj. Fra 1948 blev Holmegaard Stentøj Bangs egen virksomhed, men han havde stadig værksted på og salg gennem glasværket. Fra 1953 havde han eget værksted i Fensmark.  
I 1951 virkede Bang også som lærer ved Holmegaard Glasværks Tekniske Skole. Desuden blev han tilknyttet Herlufsholm Kostskole samt Den Katolske Skole i Næstved som tegnelærer.

## Keramik
Som keramisk designer var Arne Bang egentlig autodidakt, men han havde tidlig en åbenhed og nysgerrighed overfor forskellige materialer samt en særlig sans for deres mange muligheder, der kom til at præge hele hans multifacetterede kunstneriske virke. Afsættet for hans keramiske produktion var billedhuggeruddannelsen og hans evner for at modellere og formgive.
Da Bang etablerede Holmegaard Stentøj (1929) var målet at skabe kvalitetskeramik, som samlere gerne ville eje, men til en pris så et større publikum kunne erhverve den. Dette lykkedes så godt, at stentøjet i folkemunde omtaltes ’Gaven’. Ironisk nok er Bangs keramik i dag noget samlere over hele verden tragter efter.
De dekorative svulmende ribber eller strammere riller er karakteristiske for Bangs organiske og skulpturelle stentøj. Han formgav vaser, krukker, fade, skåle, krus og lampeholdere med fokus på et skulpturelt udtryk. De geometriske grundformer er afsættet, dog blødt op af de fine glasurer og med dekorative variationer som påsatte figurer.
Statuetter samt små og større skulpturer var også en naturlig del af Bangs keramiske produktion. Tidlige højdepunkter er bl.a. Tycho Brahe vasen (1927) udført sammen med Carl Halier til Københavns Observatorium i Botanisk Have, Elefanten (1930) samt Kuglevasen (1937) til Kong Christian X. 

## Sølvtøj
Bang leverede tegninger til forskellige firmaer, bl.a. Henning Wolfhagens sølv- og tinsmedie.  
Fra 1929 – 1934 samarbejdede Bang med A. Michelsens sølvsmedie, for hvem han bl.a. tegnede juleskeer, emaljerondeller, cigaretetui, sølvopsats, skåle, bakker, kander og toiletgarniture.

## Skulptur
Bangs skulpturer er motivmæssigt klassiske, men han foretog indimellem nogle utraditionelle og dristige valg. Stilmæssigt er der store variationer i hans værker, der ofte blev bearbejdet i årevis. Den livløse nøgne unge mand fra Den Faldne Kriger (skabt i 1929, udstillet i 1932 og opsat i 1942 som mindesmærke for de faldne i 1940) besidder en klassisk elegance. Portrættet af digteren Sophus Claussen (påbegyndt i 1928) nærmer sig en kærlig karikatur på grund af modsætningen mellem de stramme linjer i figurtegningen og placeringen af ham i en muslingeskal omgivet af små puttier og en symbolsk lyre. Den gigantiske Fladså-trold (1944), er plump og grim som kun en trold kan være. I 1945 vakte Bang også stor opmærksomhed med udstillingen af et kæmpe hoved i cement på KE. 
Bang artikulerede sit syn på skulptur i tre artikler om billedhuggerne Hans W. Larsen, Aage Nielsen-Edwin og Henry Luckow-Nielsen i Samleren i 1943 og 1944. Her skriver han bl.a. at ”at skulptur ikke blot er form” og han taler begejstret om” kunst der taler til hjertet og ikke til forstanden”. Han skriver desuden, at Nielsen-Edwin er et ”straalende Eksempel paa, hvorledes ganske dagligdags ting beaandes gennem kunstnerens gengivelse af det sete”.

## Udsmykninger
Arne Bang udførte udsmykninger til kirker, virksomheder, rådhuse, skoler og et kapel samt gravmonumenter og mindesmærker. En del af udsmykningerne er i dag forsvundet. Blandt udsmykningerne er Keramisk kort over Nordsjælland (1937) samt et Urskive-relief inspireret af folkesangen ”De 12 Hellig Ting” (1937), relieffer til Lille Næstved Skole (1940), Næstved Rådhus (1940), Den Faldne Kriger , Vestre Kirkegaard (1940), Lindebjerg Skolen (1942), Kildemarksskolen (1942), gravmæle for F. T. Schlüter (1943), Fladså-trolden, Næstved (1944), Altertavle til Christianskirken i Lyngby (1948), Relief til Jydsk Telefon (1948), Relief til Næstved Kirkegårds Kapel (1949), Skulptur i anledning af 100-året for Grundloven, Fensmark (1949), Skulptur Holmegaard Glasværk (1950), Næstved Gymnasium (1953), Mindesmærke for befrielsen Munkebakken Næstved (1955), Sankt Mortens Kirke, Næstved (1971), Altertavle-udsmykning, Fensmark Kirke (1956-58), Holmegaardsskolen (1962), Rønnebæk skole (1967), Keramisk Pieta til Vor Frue Kirke, Næstved (1975), samt spiret på østgavlen på Fensmark Kirke (1976-77).

## Udstillinger
Arne Bang udstillede på Charlottenborgs Forårsudstilling (1925, 1927, 1928, 1931, 1932), Winkel & Magnussons Kunsthal 1927, KE Kunstnernes Efterårsudstilling (1927, 1930, 1945), Verdensudstillingen Barcelona (1929), Købestævnet i Fredericia (1931), Den Permanente (1932), Holmegaard Glas Showroom Nyhavn (fra 1932), Verdensudstillingen Paris (1937), Kunsthallen Købmagergade (1937, 1938), Charlottenborg Efterårsudstilling (1940, 45), Udstillingen Utzon-Frank og hans elever på Charlottenborg (1943), Brødrene Christensens Kunsthandel, Ringstedsgade i Næstved (fra 1949). 

Den Moderne Form, retrospektiv udstilling på Vejen Kunstmuseum i 2011.
Arne Bang er repræsenteret i følgende samlinger: Designmuseum Danmarks Samling, Vejen Kunstmuseum, Næstved Museum   

## Udmærkelser
Arne Bang modtog udmærkelser legater og stipendier fra glashandler Johan Franz Ronges Fond (1928), Den Grevelige Hjelmstjerne-Rosencroneske Stiftelse (1928), Akademiets Store Guldmedalje (1932), Hanne Benzons Legat (1933), Kunstakademiets store legat (1933-34), Carl Julius Petersens Fond (1942) og Billedskærerlaugets Ekstrapræmie (1944). 
I 1940 blev Bang medlem af Akademirådet og siden formand for Kunstnersamfundets billedhuggerafdeling. 
Arne Bang foretog studierejser til Italien og Frankrig.

## Eksterne referencer
- Arne Bang på gravsted.dk
- Arne Bang Weilbach/ Kunstindeks Danmark
- Arne Bang Kunstnerslægten Bang
- Arne Bang på Nye & Gamle Fensmark
- Arne Bang Fensmark Kirke Arkiveret 4. marts 2014 hos  Wayback Machine
- Arne Bang Biografi Vejen Kunstmuseum